# Цубери, Шахар
Шахар Цубери (ивр. שחר צוברי‎; 1 сентября 1986; Эйлат, Израиль) — израильский яхтсмен, бронзовый призёр летних Олимпийских игр 2008 года, участник Олимпийских игр 2012 года в соревнованиях в классе RS:X, двукратный чемпион Европы. Племянник борца Гада Цобари.
На Церемонии открытия летних Олимпийских игр 2012 был знаменосцем команды Израиля.

## Карьера
На летних Олимпийских играх в 2008 году он завоевал бронзовую медаль по результатам соревнований среди мужчин в классе RS:X с 58 очками.
На следующих Олимпийских играх в Лондоне Цубери выступил очень неудачно, оказавшись на 19 месте в соревнованиях среди мужчин в классе RS:X со 155 очками.
На Олимпийских играх 2016 года занял 17-е место в классе RS:X.